# District hospitalier de Savonie orientale
Le district hospitalier de Savonie orientale (finnois : Itä-Savon sairaanhoitopiiri, sigle ISSHP ou SOSTERI) est un district hospitalier de la région de Savonlinna.

## Présentation
Le district hospitalier de Savonie orientale offre ses services de santé à environ 45 500  habitants.

## Municipalités membres
La liste des municipalités membres de Savonie orientale est:
- Enonkoski
- Rantasalmi
- Savonlinna
- Sulkava.

De plus la zone de santé environnementale de Sosteri couvre les municipalités de Juva et de Puumala.

## Hôpitaux
Les établissements hospitaliers sont:
- Centre hospitalier de Savonlinna
- Hôpital universitaire de Kuopio